# Assens
För andra betydelser, se Assens (olika betydelser).
Assens är en stad och tätort i Region Syddanmark i Danmark. Tätorten har 6 001 invånare (2024). Den är centralort i Assens kommun på Fyn, belägen cirka 34 kilometer sydväst om Odense.
Assens omtalas tidigast i Kung Valdemars jordebok från 1231. Platsen fick stadsprivilegier av Fredrik I 1524. Den var länge betydelsefull för båtförbindelserna mellan Fyn och Slesvig, men när gamla Lillabältbron vid Middelfart invigdes 1935 stagnerade staden.

## Historia
Platsen för Assens belägenhet har redan innan stadens anlades under slutet av 1100-talet varit en viktig överfartsled mellan Fyn och Sønderjylland (Slesvig). Staden omtalas som tidigast i Kung Valdemars jordebok från 1231 som Asnæs, vilket betyder ungefär ”askbevuxet näs”. Staden tilldelades köpstadsprivilegier under 1200-talet av kung Valdemar Sejr och bland dess viktigaste näringar fanns färjeförbindelsen med Jylland, samt boskapsexporten under 1500-talet. Staden hade dessutom status som tullstad tillsammans med fyra andra städer på Fyn. Dock var jordbruks- och boskapsexporten inte lika omfattande som i grannstäderna, vilket bl.a. berodde på att staden inte tilldelades jord utanför stadsområdet förrän 1510 av kung Hans. Dessutom stadfäste kung Frederik I 1524 att varken bönder eller utlänningar fick köpa mark i området omkring Assens.
Staden drabbades, liksom de flesta av Fyns köpstäder, hårt av det danska inbördeskriget (Grevefejden) 1534-1536 då det jämnades med marken och plundrades av kung Kristian III:s trupper efter slaget vid Øksnebjerg. Även krigen mot Sverige 1657-1660, då staden stormades och plundrades, och den därpå följande stagnationen i handelskonjunkturen innebar svåra tider för staden. Stadens näringsliv upplevde ett uppsving under 1700-talet, sjöfarten växte i betydelse och stadens hamn blev upprustad. 1800-talets senare hälft bjöd dock på motgångar då en järnväg till hamnstaden Middelfart etablerades 1865, vilket gav ökad konkurrens mellan städerna om färjetrafiken till Jylland. Järnvägens etablering fick dessutom som konsekvens att flera nya stationsorter växte fram, vilka också började konkurrera med Assens. Det största bakslaget för staden blev dock det dansk-tyska kriget 1864, då Danmark förlorade Sønderjylland. Konsekvensen blev att färjetrafiken, en av stadens viktigaste näringar, till området upphörde.

## Näringsliv
Assens hade under 1800-talet en ringa industrialisering jämfört med flera av grannstäderna och handel och hantverk var fortfarande de dominerande näringarna. Kommunikationerna med övriga Fyn förbättrades då en privat järnväg etablerades i den närliggande orten Tommerup, vilket satte Assens i förbindelse med Odense 1884. Hamnen utvidgades ytterligare 1885, ett gasverk upprättades och vid sekelskiftet dominerades stadens näringsliv av sockerfabriken (Danisco) med över 300 anställda. Då Nordslesvig återförenades med Danmark 1920 återupprättades färjetrafiken, vilken kom att drivas fram till 1972. Färjetrafiken minskade i betydelse från 1935, då den första Lilla Bältbron stod färdig vid sundet mellan Middelfart och Fredericia.
Under 1900-talet växte industrisektorn i staden och det etablerade sig flera medelstora företag inom tillverkning av livsmedel och metaller. Stadens handelssektor, liksom i flera av Fyns gamla köpstäder, minskade i betydelse i samband med Odenses växande roll. Staden, som hade en befolkning på c:a 4 600 invånare 1901, hade under 1900-talet en långsam befolkningstillväxt och uppnådde c:a 5 800 invånare 2004, en ökning på 25 % sedan 1901. I dagsläget är stadens industri koncentrerad kring hamnområdet och i stadens södra områden. Idag finns flera olika branscher representerade i staden i form av skeppsvarv, bryggeri (Vestfyen), metallindustri och kemisk industri samt produktion av piptobak. Stadens sockerfabrik lades ned 2006.

## Vänorter
- Ljusdals kommun, Sverige
- Oeversee, Tyskland

## Kända personer
- Harald Plum
- Peter Willemoes
- Nathalie Zahle